# Ludmiła Jakubczak

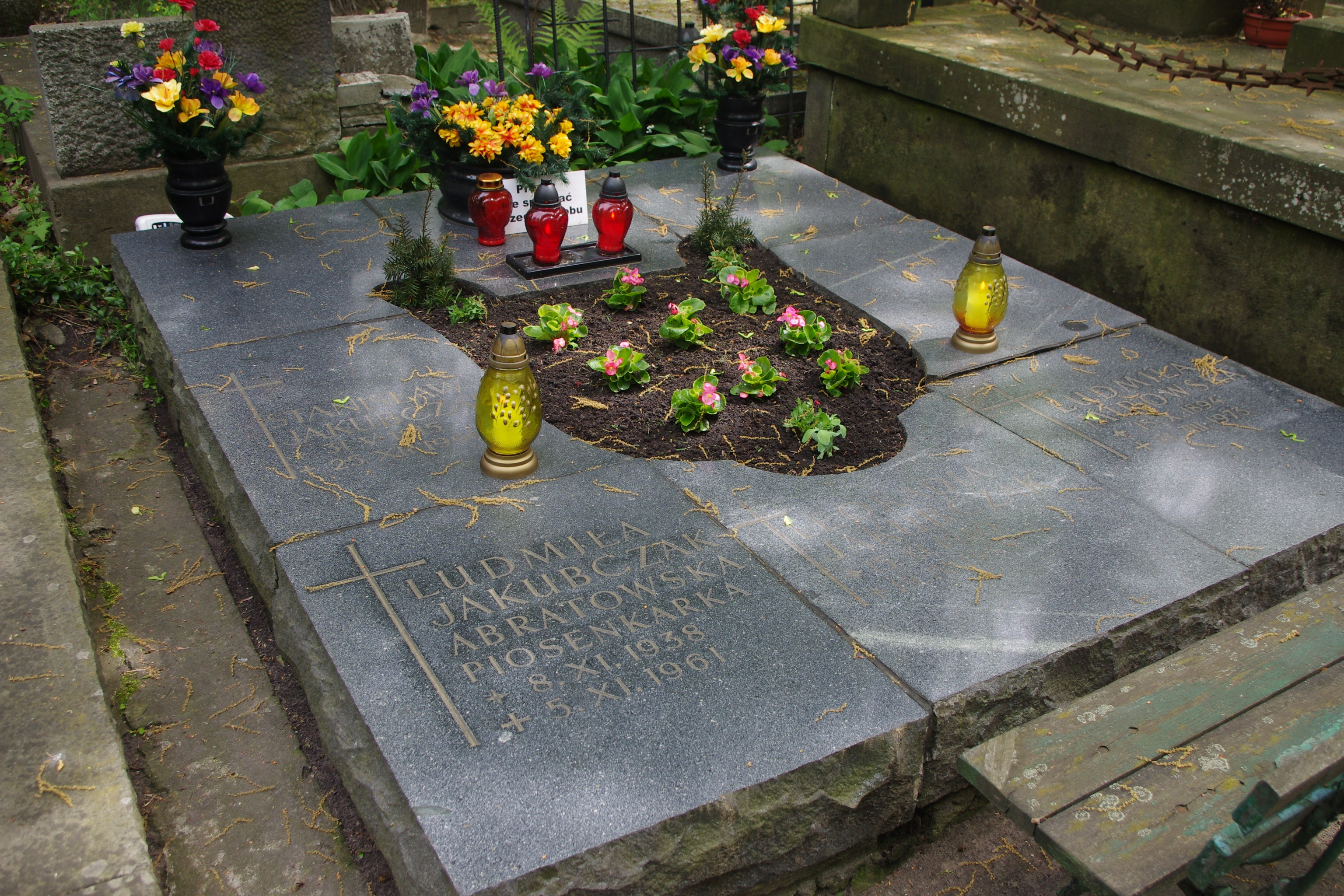
Grób piosenkarki Ludmiły Jakubczak na Starych Powązkach w Warszawie

Ludmiła Jakubczak-Abratowska (ur. 17 czerwca 1939 w Tokio, zm. 5 listopada 1961 w pobliżu Błonia) – polska piosenkarka i tancerka.

## Życiorys
W dzieciństwie mieszkała na terenie Ukraińskiej SRR. Na początku lat 50. przeniosła się do Polski. Zamieszkała w Warszawie. Uczyła się tam tańca w szkole baletowej oraz śpiewu u Wandy Wermińskiej.
Jako wokalistka zadebiutowała w 1958 w konkursie dla piosenkarzy amatorów zorganizowanym przez Polskie Radio. Później wzięła udział w pierwszym programie estradowym przygotowanym przez Teatr Piosenki w Warszawie. Spektakl ten odbył się w warszawskim hotelu Bristol. Podbiła serca publiczności piosenką „Alabama”, spodobała się też ówczesnym twórcom muzycznym. Współpracę z wokalistką nawiązał Jerzy Abratowski, późniejszy mąż piosenkarki oraz kompozytor większej części repertuaru Jakubczak.
W 1960 czytelnicy „Expressu Wieczornego” wybrali „Gdy mi ciebie zabraknie” w wykonaniu Jakubczak najpopularniejszą polską piosenką powojenną. W 1961 wokalistka wzięła udział w pierwszym Międzynarodowym Festiwalu Piosenki w Sopocie, gdzie zdobyła trzecią nagrodę za interpretację. Współpracowała z orkiestrami Edwarda Czernego i Stefana Rachonia oraz z zespołami kierowanymi przez Abratowskiego.
Niektóre z utworów wykonywanych przez Ludmiłę Jakubczak zostały zaliczone do klasyki polskiej muzyki rozrywkowej. W 2008 jej piosenki przypomniała Iwona Loranc na płycie Loranc śpiewa Jakubczak.

## Śmierć i pogrzeb
Mając 22 lata, uległa śmiertelnemu wypadkowi samochodowemu w drodze powrotnej z Łodzi, gdzie uczestniczyła w nagraniu programu telewizyjnego Muzyka lekka, łatwa i przyjemna. Samochód prowadził jej mąż, kompozytor Jerzy Abratowski, który nigdy nie uwolnił się od przeświadczenia o swej winie. Sam kompozytor (i jadąca z nimi Irena Santor) zostali ranni, zaś Jakubczak doznała poważnego uszkodzenia głowy (złamanie podstawy czaszki) i zmarła w drodze do szpitala.
Pogrzeb Ludmiły Jakubczak odbył się w sobotę 11 listopada 1961 na warszawskich Powązkach (kw.171, rząd 6, grób 13).

## Dyskografia

### Płyty długogrające
| Rok  | Dane dot. albumu                                                                    | Źródło |
| ---- | ----------------------------------------------------------------------------------- | ------ |
| 1961 | 1000 taktów z Ludmiłą Jakubczak - Wydany: 1961 - Wytwórnia: Polskie Nagrania „Muza” | [ 4 ]  |

### Single
| Rok  | Tytuł                                   | Źródło |
| ---- | --------------------------------------- | ------ |
| 1961 | „Szeptem” / „Do widzenia Teddy”         | [ 5 ]  |
| 1961 | „Tylko raz” / „Gdy mi ciebie zabraknie” | [ 6 ]  |

### Czwórki
| Rok  | Tytuł | Źródło |
| ---- | --- | ------ |
| 1958 | „Komu piosenkę” (Maciej Koleśnik) / „Nieprawda” (Sława Przybylska) / „Alabama”                                        | [ 7 ]  |
| 1961 | „Tylko raz” / „Boogie boa” / „Rosita jest zła” / „Dla ciebie kolczyki gwiazd”                                         | [ 8 ]  |
| 1961 | „Romantica” (Jerzy Połomski) / „Żurawi klucz” / „Ty jesteś moim przeznaczeniem” (Jerzy Połomski) / „Mister Wonderful” | [ 9 ]  |
| 1961 | „Tak jest” / „Chłopcy z orłami” / „Zamelduję tylko to” (Beltono) / „Ty i ja” (Beltono)                                | [ 10 ] |
| 1962 | „Alabama” / „Szeptem” / „Do widzenia Teddy”                                                                           | [ 11 ] |

### Pozostałe wydawnictwa
- 1992 – Ludmiła Jakubczak: Tylko raz (CD, Muza)
- 1999 – Ludmiła Jakubczak: Gdy mi ciebie zabraknie – Galeria polskiej piosenki (CD, Yesterday)
- 2005 – Ludmiła Jakubczak: Od piosenki do piosenki – Gwiazdozbiór muzyki rozrywkowej (CD, PR SA)
- 2009 – Ludmiła Jakubczak: Alabama – Antologia Polskiego Bluesa cz.2 cd 1.pionierzy (CD, 4EVERMUSIC)
- 2012 – Ludmiła Jakubczak: Rosita jest zła – Muzyka Wspomnień (CD, Teddy Records)
- 2012 – Ludmiła Jakubczak: Szeptem do mnie mów – Plejada gwiazd polskiej piosenki (CD, Muza)
- 2017 – Ludmiła Jakubczak: Gdy mi ciebie zabraknie – Złota Kolekcja (CD, Warner Music Poland)

## Filmografia

### Polski dubbing
- 1955: Zakochany kundel – Lola (pierwsza wersja dubbingu)